# Attila Mocsi
Attila Mocsi (Sokolce, 29 de mayo de 2000) es un futbolista eslovaco, nacionalizado húngaro, que juega en la demarcación de defensa para el Çaykur Rizespor de la Superliga de Turquía.

## Selección nacional
Tras jugar con las categorías inferiores de la selección, finalmente el 26 de marzo de 2024 hizo su debut con la selección de Hungría en un partido amistoso contra Kosovo que finalizó con un resultado de 2-0 a favor del combinado húngaro tras los goles de Dominik Szoboszlai y Zsolt Nagy.

## Clubes
| Club                 | País    | Año       | Partidos | Goles |
| -------------------- | ------- | --------- | -------- | ----- |
| Fehérvár FC          | Hungría | 2018-2020 | 1        | 0     |
| Budaörsi SC          | Hungría | 2020      | 10       | 0     |
| Szombathelyi Haladás | Hungría | 2020-2022 | 55       | 2     |
| Zalaegerszegi TE     | Hungría | 2022-2023 | 49       | 1     |
| Çaykur Rizespor      | Turquía | 2023-     | 64       | 2     |